# Günter Großmann
Günter Großmann (* 16. Juli 1925 in Petershagen; † 9. Januar 1998) war ein deutscher Schiffmaschinenbau-Ingenieur.

## Leben
Günter Großmann wurde am 16. Juli 1925 in Petershagen/Weser geboren. Das 1943 begonnene Studium des Schiffsmaschinenbaues an der Technischen Hochschule Danzig beendete er nach kriegsbedingter Unterbrechung 1950 an der Technischen Hochschule Braunschweig mit dem Diplom als Maschinenbauer.
Er begann als Konstrukteur bei der Maschinenbau Kiel (MaK) in Kiel-Friedrichsort, 1953 wechselte er als Assistent an den Lehrstuhl für Mechanik der Technischen Hochschule Hannover, den anfangs Otto Flachsbart (1898–1957) und danach Eduard Pestel innehatten. Er wurde später Oberingenieur und nach der Promotion zum Dr.-Ing. (1957) wechselte Großmann zu den Kieler Howaldtswerken.

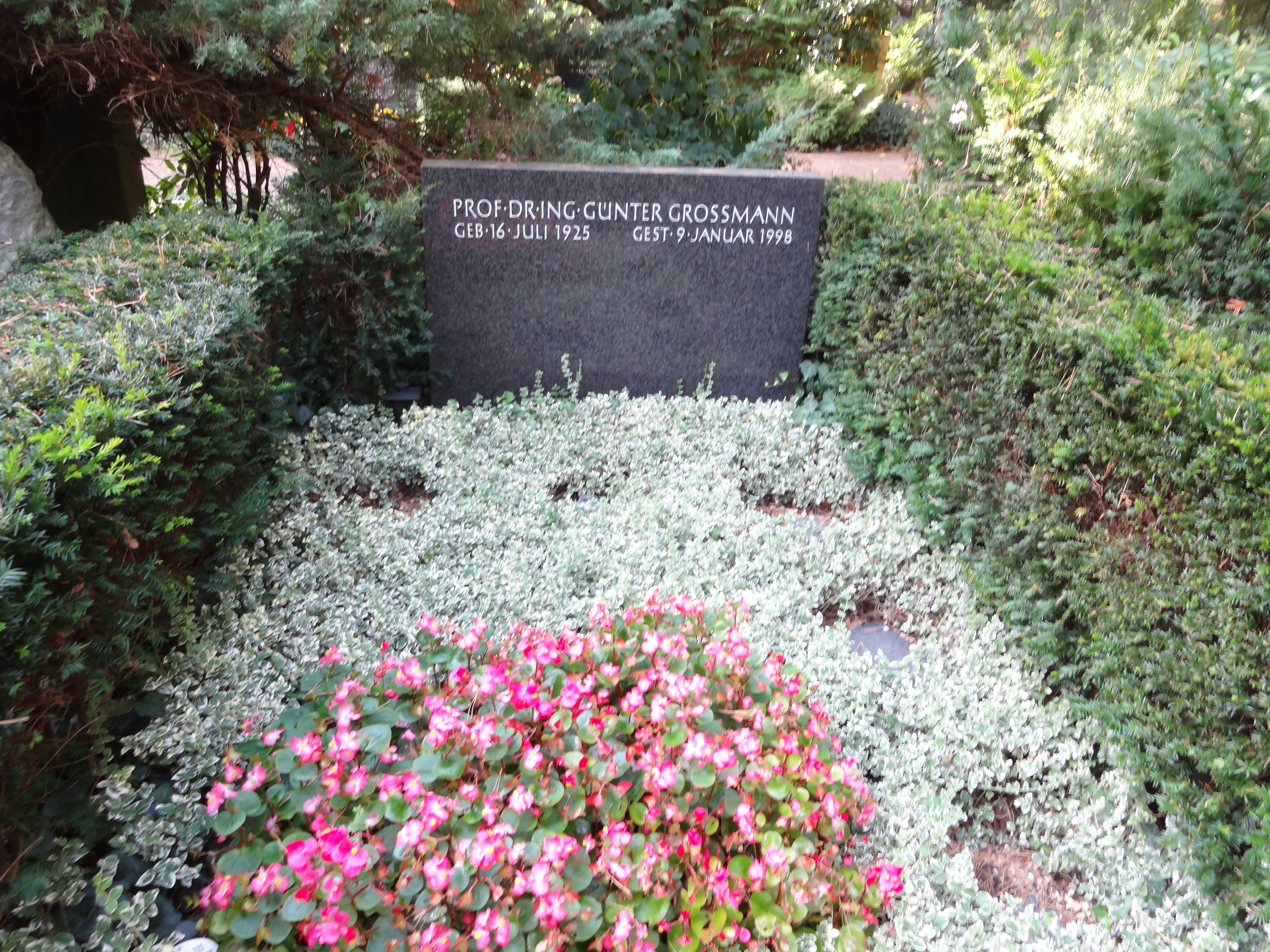
Grabstätte

1969 wurde Großmann als ordentlicher Professor für Schiffskraftanlagen an die Technische Universität Berlin berufen. Hier entwickelte er eine rege wissenschaftliche Tätigkeit, wobei er an der  Systemauslegung von Schiffsantriebsanlagen, Lagerung und Aufbereitung des Schweröles und Inertisieren von Großtankern arbeitete. Der Wirtschaftlichkeit des Schiffsbetriebes galten viele Untersuchungen, daneben hat er  sich mit großem Einsatz um die akademische Lehre bemüht und war als Gastprofessor in den USA und Indonesien tätig. Weit über sein 65. Lebensjahr hinaus bis zu seinem Tod 1998 hat sich Großmann wissenschaftlich betätigt und einen wesentlichen Beitrag zum Erhalt der Schiffstechnik an der Technischen Universität Berlin geleistet. Er ist auf dem Waldfriedhof Dahlem bestattet.
In der Schiffbautechnischen Gesellschaft, in der er von 1986 bis 1992 den Fachausschuss „Schiffsmaschinen“ leitete, fand Großmann seine wissenschaftlich-technische Heimat. Dafür, aber auch für seine leidenschaftlichen Vorträge und Diskussionsbeiträge erhielt er 1990 von der STG die silberne Denkmünze.